# كرة القدم في تنزانيا
الاتحاد التنزاني لكرة القدم هو الجهة المسؤولة عن تنظيم وإدارة رياضة كرة القدم في تنزانيا. يشرف على المنتخب الوطني وعدة بطولات محلية منها الدوري التنزاني الممتاز والبطولة والدوري الأول ودوري أبطال الأقاليم، ودوري الشباب تحت 20 عامًا ودوري الشباب تحت 15 عامًا. كما يتولى الاتحاد إدارة دوري سيرينجيتي لايت الممتاز للسيدات.